# Fours à chaux de Vendenesse-lès-Charolles
Les fours à chaux de Vendenesse-lès-Charolles sont des fours situés à Vendenesse-lès-Charolles, dans le département de Saône-et-Loire, en France.

## Présentation
Ces fours datent de la seconde moitié du XIXe siècle et font l’objet d’un classement au titre des monuments historiques depuis le 16 juin 1998.